# Aventino (rey)
Aventino (en latín Aventinus), hijo de Hércules y Rea, era uno de los reyes míticos de Alba Longa.
Según la tradición, fue enterrado en el monte que más tarde llevaría su nombre (Monte Aventino). Se dice que sucedió a Rómulo Silvio. Reinó durante treinta y siete años, y fue sucedido por Procas, el padre de Amulio y Numitor.

## Leyenda
Servio, en su análisis de la Eneida de Virgilio (Libro VII, 656), habla de un personaje llamado Aventino, un rey de los primeros habitantes de Roma, que fue asesinado y enterrado en un monte llamado más tarde el Monte Aventino. El rey Aventino de Alba Longa podría identificarse con este personaje de la Eneida.

«El Aventino es un monte o colina de la ciudad de Roma. Se acepta que su nombre procede de las aves (aves en latín) que, elevándose desde el Tíber, hacían sus nidos allí. O bien debía su nombre a un rey de los habitantes aborígenes de Italia, de nombre Aventino, que fue asesinado y enterrado allí, de igual manera que el rey de Alba Aventino, aquel que fue sucedido por Procas. Varrón, sin embargo, indica que entre los romanos, los sabinos aceptaron esta montaña que les había sido ofrecida por Rómulo, y la llamaron el Aventino por el río Aventus que transcurría por esa zona. Es, sin embargo, aceptado que esta última versión es posterior, ya que en un principio se le llamaba Aventino o por los pájaros o por el rey italiano. De lo cual se deduce que el hijo de Hércules llamado Aventino tomó su nombre del monte y no a la inversa.»

| Predecesor: Rómulo Silvio | Rey legendario de Alba Longa 856 a. C.-819 a. C. | Sucesor: Procas |